# 門奈裕子
門奈 裕子（もんな ゆうこ、1965年6月22日 - ）は、日本のフィギュアスケートコーチ。静岡県浜松市出身。愛知県名古屋市在住。

## 経歴
静岡県浜松市出身。浜松女子商業高等学校（現在の浜松修学舎高等学校）、中京女子大学（現在の至学館大学）卒業。
浜松市内のスケートリンクでスケートを始め、浜松女子商業高校を卒業後は愛知県名古屋市の中京女子大学に進学し、小塚光彦指導の下で名古屋市を拠点に活動を行った。大学卒業と同時に選手を引退。
引退後は指導者の道へと進み、名古屋市内にある星ヶ丘スポーツP&Sの専任コーチを経て現在は名東フィギュアスケーティングクラブの顧問コーチを務めている。2007年には山田満知子、小塚嗣彦とともに中京大学アイスアリーナアドバイザーに就任した。
教え子には安藤美姫、幼少期の浅田真央、浅田舞、恩田美栄などがいた。現在は大庭雅、佐藤未生、荒木菜那等の指導を行っている。